# Copperhill
Copperhill é uma cidade localizada no estado norte-americano de Tennessee, no Condado de Polk.

## Demografia
Segundo o censo norte-americano de 2000, a sua população era de 511 habitantes.
Em 2006, foi estimada uma população de 471, um decréscimo de 40 (-7.8%).

## Geografia
De acordo com o United States Census Bureau tem uma área de
5,0 km², dos quais 4,9 km² cobertos por terra e 0,1 km² cobertos por água.

## Localidades na vizinhança
O diagrama seguinte representa as localidades num raio de 32 km ao redor de Copperhill.